# Skyscanner
Skyscanner – wyszukiwarka lotów, która umożliwia użytkownikom szukanie lotów według ceny i lokalizacji. Dodatkowe narzędzia, takie jak miesięczny wykres cen biletów, pozwalają użytkownikom porównać ceny lotów w każdym dniu. Można również znaleźć ceny weekendowych lotów do danego miasta.
Witryna jest wielojęzykowa, oferuje wyszukiwanie lotów w 20 językach włącznie z polskim, chińskim, rosyjskim, portugalskim, hiszpańskim i japońskim. Skyscanner nie sprzedaje biletów bezpośrednio, lecz po znalezieniu najtańszych ofert, użytkownik jest automatycznie przenoszony na stronę wybranej linii lotniczej, aby tam dokonać rezerwacji.
Użytkownicy mogą szukać lotów bez konieczności podawania dokładnej daty oraz miejsca docelowego, co czyni wyszukiwarkę Skyscanner.net bardzo elastyczną. Wykorzystanie najnowszej technologii pozwala uzyskać wyniki wyszukiwania dużo szybciej niż robi to multiwyszukiwarka, jako że nie ma potrzeby analizowania zewnętrznych stron za każdym razem, gdy wykonywane jest wyszukiwanie. Odróżnia ją to wyraźnie od większości innych witryn wyszukujących loty.
Firma ma siedzibę w Edynburgu (Szkocja). Miała polski oddział w Przemyślu do 30 grudnia 2011.
W 2009 roku Skyscanner uruchomił nowe funkcjonalności: wyszukiwanie ofert wynajmu samochodów oraz hoteli.

## Historia
Firmę w 2001 r. założyło trzech specjalistów IT: Gareth Williams, Barry Smith i Bonamy Grimes, po tym jak pewnej zimy G. Williams, zapalony narciarz, miał ogromne trudności ze znalezieniem tanich lotów do zimowych kurortów. Pierwszą wersję wyszukiwarki Skyscanner udostępniono w roku 2001 i rozwijano do roku 2002. W 2003 zatrudniono pierwszego pracownika do pomocy przy rozwoju witryny internetowej. W 2004 roku otworzono biuro w Edynburgu i obecnie firma zatrudnia w sumie około 150 osób.
Na początku na stronie internetowej znaleźć można było tylko europejskie tanie linie lotnicze, ale w miarę rozwoju pojawiła się na niej większość przewoźników europejskich, włącznie z British Airways, KLM i Virgin. Skyscanner rozszerzył swój zasięg geograficzny, by włączyć do swojej bazy przewoźników obsługujących trasy do USA i Kanady, także na liniach wewnętrznych tych krajów, jak również przewoźników z innych części świata. Jednak głównie koncentruje się na europejskich portach lotniczych.
Priorytetem firmy jest stanie się wszechstronną kompleksową witryną oferującą każde możliwe połączenie lotnicze. Dodatkiem do technologicznych możliwości wyszukiwarki są regularnie zamieszczane aktualności ze świata podróży i przemysłu lotniczego, a także wskazówki dla podróżnych.

## Popularność i udział w rynku
Według artykułu zamieszczonego w Travolution.co.uk „Hitwise” – agencja monitorująca ruch w internecie stwierdza, że Skyscanner ma 11,34% udziału w rynku brytyjskich wyszukiwarek turystycznych. Witryna ta była dobrze przyjęta przez brytyjskie media, w „Online Cheap Flight Finding Experiment” przeprowadzonym przez dziennik The Guardian, Skyscanner został pochwalony za znajdowanie najniższych cen na loty i za „pobicie” w tej dziedzinie dużo większych operatorów, takich jak Expedia i Travelocity. Witryna Skyscanner znalazła się również w rankingu The Independent: „The Ten Best: Travel Sites” i w „101 Naprawdę Użytecznych Stron www”. Skyscanner zdobył kilka nagród, takich jak „Best Technology Site 2005” od TravelMole czy „Top Travel Websites” 2005 Wanderlusta. Również w Polsce witryna została zauważona i pochwalona przez Rzeczpospolitą. W 2010 roku Skyscanner zdobył nagrodę Travolution Award w kategorii najlepsza metawyszukiwarka/porównywarka cen.